# Thorsten Rinman den yngre
Thorsten Rinman, född 4 april 1934 i Göteborg, död 1 september 2017, var en svensk tidningsredaktör och författare.
Thorsten Rinman var son till redaktören Ture Rinman och dennes hustru Mary Rinman, född Nash Porter. Han var sonson till Ulla Rinman och Thorsten Rinman den äldre (1877–1943).
Efter praktikantarbete hos W. K. Webster (dispaschörer) i London, Journal of Commerce i Liverpool och genomgången Outward Bound School, Aberdovey, Wales, gick han till sjöss i skolfartyget Albatross och därefter i andra Broströms-fartyg. 
Han avlade styrmansexamen 1957 och sjökaptensexamen året därpå. Under studietiden medverkade han i Göteborgs Handels- och Sjöfarts Tidning, och den 1 november 1959 anställdes han i Svensk Sjöfartstidning. Den 1 december 1970 blev han tidningens chefredaktör, i vilken befattning han kvarstod fram till sin pensionering år 1999.